# Олимпийский комитет Монако
Олимпийский комитет Монако (фр. Comité Olympique Monégasque; англ. Monaco Olympic Committee) — организация, представляющая Монако в международном олимпийском движении.  Основан в 1907 году; зарегистрирован в МОК в 1953 году.
Штаб-квартира расположена в Монако. Является членом МОК, ЕОК и других международных спортивных организаций. Осуществляет деятельность по развитию спорта в Монако.